# Gran Premio de Alemania de Motociclismo de 1958
El Gran Premio de Alemania de Motociclismo de 1958 fue la cuarta prueba de la temporada 1958 del Campeonato Mundial de Motociclismo. El Gran Premio se disputó el 20 de julio de 1958 en el Nürburgring.

## Resultados 500cc
John Surtees ganó la carrera de 500cc 45 segundos por delante de su compañero de equipo John Hartle. Surtees se puspo a liderar la clasificación general con 32 puntos. Hartle aún podía llegar a los 40 puntos, pero tenía que renunciar a tres resultados para terminar con 30 puntos. Jack Findlay debutó en este Gran Premio con el duodécimo puesto en la carrera de 500cc, pero lo hizo con una Norton M40 de 350cc porque no se podía pagar una Norton de 500cc.
| Pos.    | Piloto              | Moto      | Tiempo       | Puntos |
| ------- | ------------------- | --------- | ------------ | ------ |
| 1       | John Surtees        | MV Agusta | 1h 50' 51" 6 | 8      |
| 2       | John Hartle         | MV Agusta | +44" 3       | 6      |
| 3       | Gary Hocking        | Norton    | +1' 31" 5    | 4      |
| 4       | Ernst Hiller        | BMW       | +6' 09" 7    | 3      |
| 5       | Dickie Dale         | BMW       | +7' 18" 1    | 2      |
| 6       | Bob Brown           | Norton    | +7' 18" 7    | 1      |
| 7       | Alois Huber         | BMW       |              |        |
| 8       | Karl Peters         | Norton    |              |        |
| 9       | Gerold Klinger      | BMW       |              |        |
| 10      | Hans-Günter Jäger   | BMW       |              |        |
| 11      | Rudolf Gläser       | Norton    |              |        |
| 12      | Jack Findlay        | Norton    |              |        |
| 13      | Karl-Heinz Scheifel | Matchless |              |        |
| Ret     | Alan Trow           | Norton    | Ret          |        |
| Ret     | Jack Brett          | Norton    | Ret          |        |
| Ret     | Geoff Duke          | BMW       | Ret          |        |
| Ret     | Bob Anderson        | Norton    | Ret          |        |
| Ret     | Dave Chadwick       | Norton    | Ret          |        |
| Fuente: |                     |           |              |        |

## Resultados 350cc
La carrera de 350cc comenzó sin el actual campeón del Mundo Keith Campbell, que había muerto en un accidente en Francia una semana antes. John Surtees ganó la carrera medio minuto por delante de su compañero de equipo John Hartle y ahora lideraba la general con 32 puntos. Hartle aún podría llegar a 42 puntos, pero después de eliminar los resultados de su racha, terminaría con 30 puntos.
| Pos. | Piloto        | Equipo    | Tiempo       | Puntos |
| ---- | ------------- | --------- | ------------ | ------ |
| 1    | John Surtees  | MV Agusta | 1h 13' 56" 4 | 8      |
| 2    | John Hartle   | MV Agusta | +31" 8       | 6      |
| 3    | Dave Chadwick | Norton    | +49" 3       | 4      |
| 4    | Mike Hailwood | Norton    | +1' 01" 3    | 3      |
| 5    | Bob Anderson  | Norton    | +2' 18"      | 2      |
| 6    | Dickie Dale   | Norton    | +2' 18"      | 1      |
| 7    | Gary Hocking  | Norton    | +2' 18" 4    |        |
| 8    | Luigi Taveri  | Norton    |              |        |
| 9    | Jack Ahearn   | AJS       |              |        |
| 10   | Karl Hoppe    | AJS       |              |        |
| 11   | Paddy Driver  | Norton    |              |        |
| 12   | Bob Brown     | AJS       |              |        |
| 13   | Heinz Kauert  | AJS       |              |        |
| 14   | Fritz Kläger  | AJS       |              |        |
| 15   | Hans Hoetzer  | AJS       |              |        |
| Ret  | Alistair King | Norton    | Ret          |        |

## Resultados 250cc
En el cuarto de litro, Tarquinio Provini hizo un buen negocio con su victoria, especialmente porque su competidor más cercano, su compañero de equipo Carlo Ubbiali, se tuvo que retirar. Horst Fügner anotó sus primeros puntos con la MZ RE 250. Dieter Falk cerró el podio con su Adler MB 250 RS.
| Pos. | Piloto               | Moto      | Tiempo       | Puntos |
| ---- | -------------------- | --------- | ------------ | ------ |
| 1    | Tarquinio Provini    | MV Agusta | 1h 08' 03" 7 | 8      |
| 2    | Horst Fügner         | MZ        | +1' 42" 2    | 6      |
| 3    | Dieter Falk          | Adler     | +1' 47" 8    | 4      |
| 4    | Horst Kassner        | NSU       | +4' 27" 4    | 3      |
| 5    | Xaver Heiß           | NSU       |              | 2      |
| 6    | Walter Reichert      | NSU       |              | 1      |
| 7    | Michael Schneider    | NSU       |              |        |
| 8    | Fritz Kläger         | NSU       |              |        |
| 9    | Günter Beer          | Adler     |              |        |
| 10   | Julius-Karl Holthaus | NSU       |              |        |
| 11   | Ludwig Malchus       | NSU       |              |        |
| 12   | Adolf Heck           | Adler     |              |        |
| 13   | Drago Stagljer       | NSU       |              |        |
| Ret  | Carlo Ubbiali        | MV Agusta | Ret          |        |
| Ret  | Mike Hailwood        | NSU       | Ret          |        |

## Resultados 125cc
Al ganar la carrera de 125cc, Carlo Ubbiali se distanció de sus principales rivales en la general. El segundo hombre de la general Romolo Ferri resultó gravemente herido en una caída que no pudo correr durante años y el tercer hombre Alberto Gandossi también se retiró. Tarquinio Provini también se benefició de esto. Debido a la segundo lugar en carrera, también subió al segundo lugar del campeonato del mundo.
| Pos. | Piloto              | Moto      | Tiempo    | Puntos |
| ---- | ------------------- | --------- | --------- | ------ |
| 1    | Carlo Ubbiali       | MV Agusta | 56' 10" 9 | 8      |
| 2    | Tarquinio Provini   | MV Agusta | +15"      | 6      |
| 3    | Ernst Degner        | MZ        | +1' 11" 9 | 4      |
| 4    | Horst Fügner        | MZ        | +3' 13"   | 3      |
| 5    | Walter Brehme       | MZ        | +3' 35" 2 | 2      |
| 6    | Werner Musiol       | MZ        |           | 1      |
| 7    | Dietmar Zimpel      | MZ        |           |        |
| 8    | Karl Kronmüller     | Ducati    |           |        |
| 9    | Hubert Luttenberger | Mondial   |           |        |
| 10   | Werner Spinnler     | Ducati    |           |        |
| 11   | Erich Wünsche       | MV Agusta |           |        |
| Ret  | Romolo Ferri        | MV Agusta |           |        |
| Ret  | Alberto Gandossi    | MV Agusta |           |        |